# Birds (Anouk)
Birds is een lied gezongen door Anouk. Het is een ballade en is de Nederlandse inzending voor het Eurovisiesongfestival 2013 in Malmö, Zweden. Birds werd intern gekozen en gepresenteerd op 11 maart 2013. Met dit nummer is het Anouk gelukt de 9de plaats in de finale te halen van het Eurovisiesongfestival, na een zesde plaats in de eerste halve finale. Sinds 2004 waren de Nederlandse inzendingen hier niet meer in geslaagd. Het nummer staat op Anouks achtste studioalbum Sad Singalong Songs. Een poosje tijdens het Eurovisiesongfestival heeft het op nummer één gestaan in de iTunes Store. Op 18 mei 2013, de dag waarop Anouk Nederland vertegenwoordigde in de finale van het Songfestival, steeg het naar de eerste plaats van de Single Top 100 en de Mega Top 50.

## Tracklist
Cd-single (Universal M27611)
1. Birds - 03:26
2. Stardust - 03:12

Download
1. Birds - 03:23

## Videoclip
In de videoclip is Anouk Teeuwe te zien als balletlerares. Een ballerina (Igone de Jongh) heeft net gedanst als er een ander meisje (Erica Horwood) binnenkomt dat in haar plaats gaat dansen. De ballerina gaat boven in het gebouw op de balustrade zitten en ziet buiten de vogels vrij in de lucht vliegen. Dat wil zij ook. Ze springt van de balustrade om te gaan vliegen, maar valt naar beneden en komt dodelijk gewond op de vloer van de danszaal terecht te midden van de hele groep verbijsterde ballerina's. Overige rollen in de clip zijn weggelegd voor Monic Hendrickx en studenten van het Nova College in Haarlem. De clip is geregisseerd door Dana Nechushtan.

## Geschiedenis
Het eerste lied gezongen op het eerste Eurovisiesongfestival (1956), ging ook over vogels: De vogels van Holland, een lied van Annie M.G. Schmidt en Cor Lemaire. Het werd gezongen door de Nederlandse zangeres Jetty Paerl, die op 22 augustus 2013 in Amstelveen overleed.

## Hitnoteringen

### Nederlandse Top 40
| Hitnotering: 23-03-2013 t/m 20-07-2013 | Hitnotering: 23-03-2013 t/m 20-07-2013 | Hitnotering: 23-03-2013 t/m 20-07-2013 | Hitnotering: 23-03-2013 t/m 20-07-2013 | Hitnotering: 23-03-2013 t/m 20-07-2013 | Hitnotering: 23-03-2013 t/m 20-07-2013 | Hitnotering: 23-03-2013 t/m 20-07-2013 | Hitnotering: 23-03-2013 t/m 20-07-2013 | Hitnotering: 23-03-2013 t/m 20-07-2013 | Hitnotering: 23-03-2013 t/m 20-07-2013 | Hitnotering: 23-03-2013 t/m 20-07-2013 | Hitnotering: 23-03-2013 t/m 20-07-2013 | Hitnotering: 23-03-2013 t/m 20-07-2013 | Hitnotering: 23-03-2013 t/m 20-07-2013 | Hitnotering: 23-03-2013 t/m 20-07-2013 | Hitnotering: 23-03-2013 t/m 20-07-2013 | Hitnotering: 23-03-2013 t/m 20-07-2013 | Hitnotering: 23-03-2013 t/m 20-07-2013 | Hitnotering: 23-03-2013 t/m 20-07-2013 | Hitnotering: 23-03-2013 t/m 20-07-2013 |
| Week:                                  | 1                                      | 2                                      | 3                                      | 4                                      | 5                                      | 6                                      | 7                                      | 8                                      | 9                                      | 10                                     | 11                                     | 12                                     | 13                                     | 14                                     | 15                                     | 16                                     | 17                                     | 18                                     |                                        |
| -------------------------------------- | -------------------------------------- | -------------------------------------- | -------------------------------------- | -------------------------------------- | -------------------------------------- | -------------------------------------- | -------------------------------------- | -------------------------------------- | -------------------------------------- | -------------------------------------- | -------------------------------------- | -------------------------------------- | -------------------------------------- | -------------------------------------- | -------------------------------------- | -------------------------------------- | -------------------------------------- | -------------------------------------- | -------------------------------------- |
| Positie:                               | 4                                      | 3                                      | 5                                      | 9                                      | 15                                     | 19                                     | 24                                     | 29                                     | 27                                     | 8                                      | 4                                      | 9                                      | 14                                     | 20                                     | 21                                     | 26                                     | 38                                     | 39                                     | uit                                    |

### NederlandseMega Top 50
| Positie: | 1 | 4 | 13 | 32 | 34 | 39 | 43 | 1 | 1 | 17 | 28 | uit |

### NederlandseSingle Top 100
| Hitnotering: 16-03-2013 t/m 03-08-2013 | Hitnotering: 16-03-2013 t/m 03-08-2013 | Hitnotering: 16-03-2013 t/m 03-08-2013 | Hitnotering: 16-03-2013 t/m 03-08-2013 | Hitnotering: 16-03-2013 t/m 03-08-2013 | Hitnotering: 16-03-2013 t/m 03-08-2013 | Hitnotering: 16-03-2013 t/m 03-08-2013 | Hitnotering: 16-03-2013 t/m 03-08-2013 | Hitnotering: 16-03-2013 t/m 03-08-2013 | Hitnotering: 16-03-2013 t/m 03-08-2013 | Hitnotering: 16-03-2013 t/m 03-08-2013 | Hitnotering: 16-03-2013 t/m 03-08-2013 | Hitnotering: 16-03-2013 t/m 03-08-2013 | Hitnotering: 16-03-2013 t/m 03-08-2013 | Hitnotering: 16-03-2013 t/m 03-08-2013 | Hitnotering: 16-03-2013 t/m 03-08-2013 | Hitnotering: 16-03-2013 t/m 03-08-2013 | Hitnotering: 16-03-2013 t/m 03-08-2013 | Hitnotering: 16-03-2013 t/m 03-08-2013 | Hitnotering: 16-03-2013 t/m 03-08-2013 | Hitnotering: 16-03-2013 t/m 03-08-2013 | Hitnotering: 16-03-2013 t/m 03-08-2013 | Hitnotering: 16-03-2013 t/m 03-08-2013 |
| Week:                                  | 1                                      | 2                                      | 3                                      | 4                                      | 5                                      | 6                                      | 7                                      | 8                                      | 9                                      | 10                                     | 11                                     | 12                                     | 13                                     | 14                                     | 15                                     | 16                                     | 17                                     | 18                                     | 19                                     | 20                                     | 21                                     |                                        |
| -------------------------------------- | -------------------------------------- | -------------------------------------- | -------------------------------------- | -------------------------------------- | -------------------------------------- | -------------------------------------- | -------------------------------------- | -------------------------------------- | -------------------------------------- | -------------------------------------- | -------------------------------------- | -------------------------------------- | -------------------------------------- | -------------------------------------- | -------------------------------------- | -------------------------------------- | -------------------------------------- | -------------------------------------- | -------------------------------------- | -------------------------------------- | -------------------------------------- | -------------------------------------- |
| Positie:                               | 2                                      | 2                                      | 8                                      | 15                                     | 26                                     | 21                                     | 25                                     | 41                                     | 23                                     | 1                                      | 1                                      | 11                                     | 17                                     | 29                                     | 35                                     | 43                                     | 50                                     | 73                                     | 71                                     | 76                                     | 99                                     | uit                                    |

### VlaamseUltratop 50
| Hitnotering: 25-05-2013 t/m 08-06-2013 | Hitnotering: 25-05-2013 t/m 08-06-2013 | Hitnotering: 25-05-2013 t/m 08-06-2013 | Hitnotering: 25-05-2013 t/m 08-06-2013 | Hitnotering: 25-05-2013 t/m 08-06-2013 |
| Week:                                  | 1                                      | 2                                      | 3                                      |                                        |
| -------------------------------------- | -------------------------------------- | -------------------------------------- | -------------------------------------- | -------------------------------------- |
| Positie:                               | 12                                     | 26                                     | 46                                     | uit                                    |

### VlaamseRadio 2 Top 30
| Hitnotering: 25-05-2013 t/m 07-09-2013 | Hitnotering: 25-05-2013 t/m 07-09-2013 | Hitnotering: 25-05-2013 t/m 07-09-2013 | Hitnotering: 25-05-2013 t/m 07-09-2013 | Hitnotering: 25-05-2013 t/m 07-09-2013 | Hitnotering: 25-05-2013 t/m 07-09-2013 | Hitnotering: 25-05-2013 t/m 07-09-2013 | Hitnotering: 25-05-2013 t/m 07-09-2013 | Hitnotering: 25-05-2013 t/m 07-09-2013 | Hitnotering: 25-05-2013 t/m 07-09-2013 | Hitnotering: 25-05-2013 t/m 07-09-2013 | Hitnotering: 25-05-2013 t/m 07-09-2013 | Hitnotering: 25-05-2013 t/m 07-09-2013 | Hitnotering: 25-05-2013 t/m 07-09-2013 | Hitnotering: 25-05-2013 t/m 07-09-2013 | Hitnotering: 25-05-2013 t/m 07-09-2013 | Hitnotering: 25-05-2013 t/m 07-09-2013 | Hitnotering: 25-05-2013 t/m 07-09-2013 |
| Week:                                  | 1                                      | 2                                      | 3                                      | 4                                      | 5                                      | 6                                      | 7                                      | 8                                      | 9                                      | 10                                     | 11                                     | 12                                     | 13                                     | 14                                     | 15                                     | 16                                     |                                        |
| -------------------------------------- | -------------------------------------- | -------------------------------------- | -------------------------------------- | -------------------------------------- | -------------------------------------- | -------------------------------------- | -------------------------------------- | -------------------------------------- | -------------------------------------- | -------------------------------------- | -------------------------------------- | -------------------------------------- | -------------------------------------- | -------------------------------------- | -------------------------------------- | -------------------------------------- | -------------------------------------- |
| Positie:                               | 21                                     | 17                                     | 13                                     | 9                                      | 7                                      | 5                                      | 5                                      | 6                                      | 9                                      | 10                                     | 14                                     | 20                                     | 24                                     | 25                                     | 27                                     | 29                                     | uit                                    |

### Evergreen Top 1000
| Evergreen Top 1000 "Birds" | Evergreen Top 1000 "Birds" | Evergreen Top 1000 "Birds" | Evergreen Top 1000 "Birds" | Evergreen Top 1000 "Birds" | Evergreen Top 1000 "Birds" | Evergreen Top 1000 "Birds" | Evergreen Top 1000 "Birds" | Evergreen Top 1000 "Birds" | Evergreen Top 1000 "Birds" | Evergreen Top 1000 "Birds" | Evergreen Top 1000 "Birds" |
| Jaar                       | 2008                       | 2009                       | 2010                       | 2011                       | 2012                       | 2013                       | 2014                       | 2015                       | 2016                       | 2017                       | 2018                       |
| -------------------------- | -------------------------- | -------------------------- | -------------------------- | -------------------------- | -------------------------- | -------------------------- | -------------------------- | -------------------------- | -------------------------- | -------------------------- | -------------------------- |
| Positie                    | -                          | -                          | -                          | -                          | -                          | -                          | -                          | -                          | -                          | 340                        | 518                        |

### NPO Radio 2 Top 2000
| Nummer met noteringen in de NPO Radio 2 Top 2000 | '13 | '14 | '15 | '16 | '17 | '18 | '19 | '20 | '21 | '22 | '23 | '24 |
| ------------------------------------------------ | --- | --- | --- | --- | --- | --- | --- | --- | --- | --- | --- | --- |
| Birds                                            | 398 | 213 | 378 | 470 | 459 | 463 | 507 | 525 | 541 | 784 | 653 | 965 |

1. ↑  Een vetgedrukt getal geeft de hoogste notering aan.
2. ↑  2013 was het eerste jaar met een notering voor dit nummer.

1956: De vogels van Holland / Voorgoed voorbij · 1957: Net als toen · 1958: Heel de wereld · 1959: 'n Beetje · 1960: Wat een geluk · 1961: Wat een dag · 1962: Katinka · 1963: Een speeldoos · 1964: Jij bent mijn leven · 1965: 't Is genoeg · 1966: Fernando en Filippo · 1967: Ring-dinge-ding · 1968: Morgen · 1969: De troubadour · 1970: Waterman · 1971: Tijd · 1972: Als het om de liefde gaat · 1973: De oude muzikant · 1974: Ik zie een ster · 1975: Ding-a-dong · 1976: The party's over · 1977: De mallemolen · 1978: 't Is O.K. · 1979: Colorado · 1980: Amsterdam · 1981: Het is een wonder · 1982: Jij en ik · 1983: Sing me a song · 1984: Ik hou van jou · 1986: Alles heeft ritme · 1987: Rechtop in de wind · 1988: Shangri-la · 1989: Blijf zoals je bent · 1990: Ik wil alles met je delen · 1992: Wijs me de weg · 1993: Vrede · 1994: Waar is de zon · 1996: De eerste keer · 1997: Niemand heeft nog tijd · 1998: Hemel en aarde · 1999: One good reason · 2000: No goodbyes · 2001: Out on my own · 2003: One more night · 2004: Without you · 2005: My impossible dream · 2006: Amambanda · 2007: On top of the world · 2008: Your heart belongs to me · 2009: Shine · 2010: Ik ben verliefd (sha-la-lie) · 2011: Never alone · 2012: You and me · 2013: Birds · 2014: Calm after the storm · 2015: Walk along · 2016: Slow down · 2017: Lights and shadows · 2018: Outlaw in 'em · 2019: Arcade · 2020: Grow · 2021: Birth of a new age · 2022: De diepte · 2023: Burning daylight · 2024: Europapa